# Phyllanthus magdemeanus
Phyllanthus magdemeanus är en emblikaväxtart som beskrevs av Jean F.Brunel. Phyllanthus magdemeanus ingår i släktet Phyllanthus och familjen emblikaväxter.
Artens utbredningsområde är Kamerun. Inga underarter finns listade i Catalogue of Life.